# Иванцов, Олег Максимович
Олег Максимович Иванцов (2 декабря 1918 — 24 января 2021) — российский инженер-строитель. Заслуженный деятель науки и техники РСФСР (1991), Заслуженный строитель РСФСР (1979). Лауреат Ленинской премии (1958), Государственной премии СССР (1984).

## Биография
Родился 2 декабря 1918 г. в Брянске в семье губернского агронома.
Во время войны работал на строительстве авиационного завода и начальником смены ГСНИИ-42.
Окончил Московский инженерно-строительный институт им. В. В. Куйбышева (1945) и его аспирантуру (1949).
- 1949—1955 руководитель сектора монтажных работ НИИстройнефть (будущий ВНИИСТ);
- 1955—1968 заведующий лабораторией подземного хранения, главный инженер ВНИИСТ;
- 1968—1972 заместитель начальника Первого ГУ Министерства газовой промышленности СССР. В этой должности был одним из кураторов освоения крупных газовых и нефтяных месторождений Западной Сибири, Европейского Севера и прокладки от них сверхмощных газо- и нефтепроводов.
- 1972—1987 начальник Главного научно-технического управления, член Коллегии Министерства нефтяного и газового строительства СССР;
- 1987—1991 заместитель председателя Научно-технического совета Министерства нефтяного и газового строительства СССР;
- с 1992 заместитель председателя Научно-технического совета АО «Роснефтегазстрой».
- с 2000 г. главный научный консультант Российского Союза Нефтегазостроителей, заместитель председателя Проблемного научно-технического совета, эксперт высшей категории по промышленной безопасности.

Доктор технических наук, профессор. Соавтор монографии:
- Низкотемпературные газопроводы : монография / О. М. Иванцов, А. Д. Двойрис. — М. : Недра, 1980. — 303 с. : граф.

Скончался 24 января 2021 года.

## Награды и звания
- Орден Александра Невского (28 ноября 2018) — за достигнутые трудовые успехи, активную общественную деятельность и многолетнюю добросовестную работу[1]
- Орден Почёта (18 августа 2009) — за большой вклад в развитие нефтегазового комплекса и многолетний добросовестный труд[2]
- Орден Трудового Красного Знамени
- Орден «Знак Почёта»
- Заслуженный деятель науки и техники РСФСР (13 сентября 1991) — за заслуги в научно-педагогической деятельности[3].
- Заслуженный строитель РСФСР (17 января 1979) — за заслуги в области строительства[4]
- Ленинская премия в области техники (1958) — за разработку и внедрение индустриального метода строительства нефтерезервуаров из плоских полотнищ, сворачиваемых в рулоны
- Государственная премия СССР в области техники (1984) — за разработку и внедрение методов поточно-скоростного строительства ТКГП Уренгой—Помары—Ужгород, обеспечивших досрочный ввод его в эксплуатацию
- Нагрудный знак «Изобретатель СССР»
- Почётная грамота Правительства Российской Федерации (30 июля 1998) — за большой личный вклад в развитие нефтяной и газовой промышленности, многолетний добросовестный труд и в связи с 80-летием со дня рождения

## Научные публикации
- Дальний, трубопроводный [Текст] : О трубопроводном транспорте нефти и газа в СССР. — Москва : Недра, 1976. — 125 с., 2 л. ил. : ил., портр.; 20 см.
- Индустриализация строительства магистральных трубопроводов [Текст]. — Москва : Гостоптехиздат, 1960. — 118 с. : ил.; 22 см.
- Хранение сжиженных углеводородных газов [Текст]. — Москва : Недра, 1973. — 224 с. : ил.; 22 см.
- Подземное хранение сжиженных углеводородных газов [Текст]. — 2-е изд., перераб. и доп. — Москва : Недра, 1964. — 148 с. : ил.; 20 см.
- Надежность магистральных трубопроводов [Текст]. — Москва : Недра, 1978. — 166 с. : ил.; 21 см.
- Надежность строительных конструкций магистральных трубопроводов / О. М. Иванцов. — М. : Недра, 1985. — 231 с. : ил.; 22 см; ISBN В пер.
- Низкотемпературное хранение сжиженных углеводородных газов в Англии и США [Текст] / О. М. Иванцов, Б. В. Смирнов, Г. И. Вилков. — Москва : [б. и.], 1968. — 118 с. : ил.; 21 см.

## Воспоминания
- После юбилея [Текст] / О. М. Иванцов. — Москва : Союз дизайн, 2012. — 559, [3] с., [21] л. цв. ил., портр. : ил., портр.; 24 см; ISBN 978-5-900230-03-1 :
- На исходе века : (из прошлого и пережитого) / О. М. Иванцов. — Москва : Ист-Факт, 2008. — 383 с., [8] л. цв. ил., портр. : ил., портр., факс.; 22 см; ISBN 5-901534-20-4 (В пер.)